# Russellgruppen
Russellgruppen (Russell Group) är en självvald grupp av brittiska universitet, som grundades 1994. Dess medlemmar består av de universitet som får störst forskningsanslag. Gruppen har 24 medlemmar.

## Medlemmar
- University of Birmingham
- University of Bristol
- University of Cambridge
- Cardiff University
- Durham University
- University of Edinburgh
- University of Exeter
- University of Glasgow
- Imperial College London
- King's College London
- University of Leeds
- University of Liverpool
- London School of Economics and Political Science
- University of Manchester
- Newcastle University
- University of Nottingham
- University of Oxford
- Queen's University Belfast
- Queen Mary, University of London (University of London)
- University of Sheffield
- University of Southampton
- University College London
- University of Warwick
- University of York